# Uta Abe
Uta Abe (阿部 詩?, Abe Uta; Kōbe, 14 luglio 2000) è una judoka giapponese.

## Biografia
Sorella del judoka Hifumi Abe, ha rappresentato il Giappone ai Giochi olimpici estivi di Tokyo 2020, vincendo la medaglia d'oro nel torneo dei -52 chilogrammi il 25 luglio 2021. Lo stesso giorno il fratello è diventato campione olimpico nei -66 chilogrammi.
Ad oggi, dall'inizio della sua carriera agonistica internazionale Uta ha vinto 101 incontri e perso solamente 4, uno dei quali durante l'evento olimpico a squadre miste nel quale ha combattuto con Theresa Stoll nella categoria -57kg, categoria superiore alla sua dato che l'evento a squadre non sono presenta tutte le categorie.

## Olimpiadi di Parigi 2024
Uta ha partecipato alle Olimpiadi individuali di Parigi però non raggiungendo i risultati desiderati. Non aveva partecipato a competizioni per molto tempo per evitare di infortunarsi. Così facendo la sua posizione nella ranking list era molto calata togliendole i privilegi che avrebbe avuto in caso contrario. Si è scontrata al primo match (ottavi) con l'uzbeka Keldiyorova, prima nel ranking. Perde per ippon e rimane molto scossa. Il pubblico però le da un grandissimo supporto.

## Palmarès
Di seguito tutte le medaglie ottenute da Uta Abe nel circuito internazionale IJF World Tour.  

### Olimpiadi
| Evento                              | Data           | Luogo  | Paese    | Categoria | Risultato | Rif.  |
| ----------------------------------- | -------------- | ------ | -------- | --------- | --------- | ----- |
| Olympic Games Paris 2024 Mixed Team | 03 agosto 2024 | Parigi | Francia  | -57 kg    | Argento   | [ 7 ] |
| Olympic Games Tokyo 2020 Mixed Team | 31 luglio 2021 | Tokyo  | Giappone | -57 kg    | Argento   | [ 8 ] |
| Olympic Games Tokyo 2020            | 24 luglio 2021 | Tokyo  | Giappone | -52 kg    | Oro       | [ 9 ] |

### Mondiali
| Evento                           | Data              | Luogo    | Paese       | Categoria | Risultato | Rif.   |
| -------------------------------- | ----------------- | -------- | ----------- | --------- | --------- | ------ |
| World Championship Budapest 2025 | 14 giugno 2025    | Budapest | Ungheria    | -52 kg    | Oro       | [ 10 ] |
| World Championship Doha 2023     | 8 maggio 2023     | Doha     | Qatar       | -52 kg    | Oro       | [ 11 ] |
| World Championship Tashkent 2022 | 7 ottobre 2022    | Tashkent | Uzbekistan  | -52 kg    | Oro       | [ 12 ] |
| World Championship Tokyo 2019    | 26 agosto 2019    | Tokyo    | Giappone    | -52 kg    | Oro       | [ 13 ] |
| World Championship Baku 2018     | 21 settembre 2018 | Baku     | Azerbaigian | -52 kg    | Oro       | [ 14 ] |

### World Master/Grand Slam/Grand Prix
| Evento                     | Data             | Luogo      | Paese       | Categoria | Risultato | Rif.   |
| -------------------------- | ---------------- | ---------- | ----------- | --------- | --------- | ------ |
| Baku Grand Slam 2025       | 14 febbraio 2025 | Baku       | Azerbaigian | -52 kg    | Oro       | [ 15 ] |
| Antalya Grand Slam 2024    | 29 marzo 2024    | Adalia     | Turchia     | -52 kg    | Oro       | [ 16 ] |
| Tokyo Grand Slam 2023      | 03 dicembre 2023 | Tokyo      | Giappone    | -52 kg    | Oro       | [ 17 ] |
| Tokyo Grand Slam 2022      | 04 dicembre 2022 | Tokyo      | Giappone    | -52 kg    | Oro       | [ 18 ] |
| Zagreb Grand Prix 2022     | 15 luglio 2022   | Zagabria   | Croazia     | -52 kg    | Oro       | [ 19 ] |
| Kazan Grand Slam 2021      | 05 maggio 2021   | Kazan      | Russia      | -52 kg    | Oro       | [ 20 ] |
| Tashkent Grand Slam 2021   | 05 marzo 2021    | Tashkent   | Uzbekistan  | -52 kg    | Oro       | [ 21 ] |
| Düsseldorf Grand Slam 2020 | 21 febbraio 2020 | Düsseldorf | Germania    | -52 kg    | Oro       | [ 22 ] |
| Osaka Grand Slam 2019      | 22 novembre 2019 | Osaka      | Giappone    | -52 kg    | Argento   | [ 23 ] |
| Hohhot Grand Prix 2019     | 24 maggio 2019   | Hohhot     | Cina        | -52 kg    | Oro       | [ 24 ] |
| Osaka Grand Slam 2018      | 23 novembre 2018 | Osaka      | Giappone    | -52 kg    | Oro       | [ 25 ] |
| Hohhot Grand Prix 2018     | 25 maggio 2018   | Hohhot     | Cina        | -52 kg    | Oro       | [ 26 ] |
| Paris Grand Slam 2018      | 10 febbraio 2018 | Parigi     | Francia     | -52 kg    | Oro       | [ 27 ] |
| Tokyo Grand Slam 2017      | 02 dicembre 2017 | Tokyo      | Giappone    | -52 kg    | Oro       | [ 28 ] |
| Düsseldorf Grand Prix 2017 | 24 febbraio 2017 | Düsseldorf | Germania    | -52 kg    | Oro       | [ 29 ] |
| Tokyo Grand Slam 2016      | 02 dicembre 2016 | Tokyo      | Giappone    | -52 kg    | Argento   | [ 30 ] |

### Mondiali Juniores
| Evento                                             | Data            | Luogo  | Paese   | Categoria | Risultato | Rif.   |
| -------------------------------------------------- | --------------- | ------ | ------- | --------- | --------- | ------ |
| World Championship Juniors Zagreb 2017             | 19 ottobre 2017 | Zagreb | Croazia | -52 kg    | Oro       | [ 31 ] |
| World Championship Juniors Zagreb 2017 Mixed Teams | 22 ottobre 2017 | Zagreb | Croazia | -57 kg    | Oro       | [ 32 ] |